# Plastique (DC Comics)
Pour les articles homonymes, voir Plastique.
Plastique est un personnage féminin de fiction appartenant à DC Comics. Créée par Gerry Conway et Pat Broderick, elle apparaît pour la première fois dans Fury of Firestorm #7 en décembre 1982.

## Histoire
Bette Sans Souci est une terroriste d'origine canadienne favorable à la souveraineté du Québec. Elle voulait faire un attentat-suicide contre le journal New York Herald-Express. Elle se fera arrêter par Firestorm et son métabolisme absorbera l'explosif.
Bette Sans Souci est mariée à Captain Atom.

### Apparitions dans d'autres médias
- Dans La Ligue des justiciers, le personnage est doublé par Juliet Landau.
- Dans les épisodes 2 et 21 de la saison 8 de Smallville, Bette Sans Souci est interprétée par Jessica Parker Kennedy.
- Dans le cinquième épisode de la première saison de la série The Flash, le personnage est un sergent de l'Armée Américaine qui est devenue une Méta-humaine capable de transformer par simple contact tout ce qu'elle touche en explosif. Plastique est interprétée par Kelly Frye.

## Équipe artistiques
Dick Giordano, Sean Chen, Walden Wong, Jesus Saiz, Keith Giffen, Joe Bennett, J. G. Jones, Chris Batista, Jamal Igle, Geoff Johns, Grant Morrison, Greg Rucka, Mark Waid, Dan Vado, Mark Campos